# Victor Varconi
Victor Varconi, född Mihály Várkonyi den 31 mars 1891 i Kisvárda, Österrike-Ungern, död 6 juni 1976 i Santa Barbara, Kalifornien, var en ungersk skådespelare. Under 1910-talet medverkade han i flera ungerska stumfilmer, och han blev den första ungerska skådespelaren som filmade i USA. I amerikansk film anlitades han ofta av regissören Cecil B. DeMille. Efter ljudfilmens genombrott förhindrade hans kraftiga brytning honom från att få större roller i USA, men han arbetade fortsatt som filmskådespelare till 1950-talet.

## Filmografi, urval
- 1927 – Chicago
- 1927 – Konungarnas Konung
- 1929 – Edelweiss
- 1931 – De förtappades ö
- 1931 – Mysteriet i Honolulu
- 1935 – Roberta
- 1936 – Vår ungdoms hjältar
- 1937 – I storstaden
- 1940 – Slaghöken
- 1942 – Min favoritblondin
- 1943 – Klockan klämtar för dig
- 1947 – Kungen från New York
- 1949 – Simson och Delila